# Клегер, Ана
Ана Клегер (англ. Ana Yilian Cleger Abel, род. 27 ноября 1989 года, Гавана) — кубинская волейболистка, диагональная нападающая.

## Биография
Ана Илиан Клегер Абель родилась 27 ноября 1989 года в Гаване. Начала спортивную карьеру в чемпионате Кубы.
С 2006 по 2013 год выступала за сборную Кубы. Дважды становилась призёром турнира Монтрё Волей Мастерс: в 2010 году — бронзовым, в 2011 году — серебряным. Участница чемпионата мира 2010 года.
В 2014—2016 годах во время игры в чемпионате Азербайджана носила фамилию Пириева (англ. Piriyeva).
С 2018 по 2020 год играла за калининградский «Локомотив».
В сезоне 2021/2022 выступала за польский клуб «Грот Будовляни Лодзь».

## Достижения

### Личные
- Лучшая диагональная нападающая Лиги чемпионов 2018

### С клубами
- Серебряный призёр Лиги чемпионов 2018
- Чемпионка Азербайджана 2015
- Серебряный призёр чемпионата Азербайджана 2016
- Серебряный призёр чемпионата Румынии 2018
- Двукратный серебряный призёр чемпионатов России (2019, 2020)
- Бронзовый призёр розыгрыша Кубка России 2019
- Обладатель Суперкубка России 2019